# لاين بيل
لاين بيل (بالإنجليزية: Iain Bell)‏ هو ملحن بريطاني، ولد في 1980 في لندن في المملكة المتحدة.

## وصلات خارجية
- الموقع الرسمي
- لاين بيل على موقع ميوزك برينز (الإنجليزية)